# Сабзак
Сабзак (Банди-Сабзак, Собзак) — горный перевал в Афганистане.
Перевал Сабзак расположен в горной системе Паропамиз, на высоте 2517 м над уровнем моря. Проходит в меридиональном направлении через хребет Сафедкох (Белые горы). Имеет важное транспортное значение: связывает автомобильным сообщением афганские провинции Герат и Бадгис.
Сложен верхнеаптскими отложениями на юрских и более древних породах.

## Карты
- Лист карты I-41-55. Масштаб: 1 : 100 000.